# Ivoren wachters
Ivoren wachters is een roman van de Nederlandse schrijver Simon Vestdijk over de ondergang van een jonge aankomende kunstenaar. Vestdijk schreef de roman in mei-juni 1944, maar het verhaal verscheen pas in 1951 als boek.

## Inhoud
De 19-jarige Philip Corvage zit in het zesde jaar van het lyceum. Door slechte genen verkeert zijn gebit in zeer slechte staat. Dit wordt nog eens verergerd doordat hij de gewoonte heeft okkernoten met zijn mond te kraken. Hij vindt zichzelf een literair genie en uit die mening ook niet al te voorzichtig, wat vaak gepaard gaat met een salvo van Latijnse citaten.
Op de dag voordat zijn nieuwe schooljaar begint, krijgt Philip kiespijn en hij gaat naar de tandarts. Omdat hij zijn eigen gebit ruïneert weigert zijn oom Selhorst, oud-commandant bij de brandweer en een actief hartpatiënt, de nota’s van de tandarts te betalen. Philip schrijft bij wijze van alternatief voor de geldelijke betaling  een sonnet voor de tandarts, getiteld Ivoren wachters. Een kies lichter thuis aangekomen krijgt hij de volle laag van zijn oom die net een hartaanval heeft gehad.
Philips eerste schooldag is tevens de eerste dag dat de nieuwe leraar Nederlands, Frits Schotel de Bie, les geeft. De Bie is een zeer goed neerlandicus, maar ook iemand met een hoge eigendunk. Hij is verloofd met Lida Feltkamp, een aantrekkelijke vrouw die zeer geboeid is door het schoolleven omdat ze voortijdig van de HBS is gegaan. De Bie ontneemt haar echter haar enthousiasme en interesse door Lida buiten het schoolbestaan te sluiten. Als Schotel de Bie Philip met halfopen mond in de klas ziet zitten, wordt hij onrustig door Philips slechte gebit. Hij sommeert de jongen "dat afgebrande kerkhof voor zich te houden".
Die avond gaat Corvage, onteerd en niet zozeer beledigd maar meer uit op wraak, naar het huis van Schotel de Bie. Hij treft eerst Lida aan en ze neemt hem een kruisverhoor af. Eenmaal op de hoogte van de confrontatie en gefascineerd door de jonge student vraagt ze aan Frits of hij zijn verontschuldigingen wil maken aan zowel Philip als de hele klas. Schotel de Bie, een trotse idealist die nooit fouten toegeeft, weigert dit en stuurt Lida boos weg. Wanneer Lida Philip naar huis brengt krijgt ze steeds meer interesse in hem, en hij krijgt een afscheidszoen.
Wanneer Philip thuiskomt, staat Selhorst op ontploffen omdat de tandarts toch een nota heeft gestuurd. In de ruzie noemt hij Philip een oplichter, wat een zeer ernstige belediging is met terugblik op zijn vader, waarop Philip in blinde razernij zijn oom aanvalt. Selhorst krijgt hierop een nieuwe hartaanval en zakt bewusteloos in elkaar. Corvage denkt dat hij zijn oom gedood heeft en raakt totaal van slag. Om verdere moeilijkheden te vermijden geeft Nel, de bediende van Selhorst, de man de genadeslag nadat ze Philip eerst heeft weggestuurd. 
Na wat door de stad te hebben gezworven komt de wanhopige Philip bij het huis van Nel. Piet, de man van Nel, vermoedt een geheime verhouding tussen zijn vrouw en Philip. Om haar man een rad voor ogen te draaien houdt Nel tegenover Piet de schijn op dat Philip daadwerkelijk zijn oom heeft vermoord en dat zij hem nu wil beschermen. Piet, die taxichauffeur is, verzint hierop een plan om Philip uit de weg te ruimen. Hij voert de jongen eerst dronken, waarna hij een verhaal verzint dat mooi aansluit op de afgelopen gebeurtenissen. Hierop neemt Piet Philip mee in zijn taxi en slaat hem bij een kanaal het water in, waarna Philip verdrinkt.
De volgende ochtend krijgt Schotel de Bie het nieuws te horen en biedt in een opwelling van pure schuld zijn excuses aan de klas aan. Voor hem, alleen, is dit een revolutionaire gebeurtenis. Lida, ontzet door de dood van Corvage, gaat bij haar man weg.
Schotel de Bie, gekraakt en versleten door de scheiding en zijn eigen trots, blijft achter als een kluizenaar zonder levensvreugde. Onder de leraren bestaat wel het vermoeden dat dit een geval van moord is, maar niemand durft dit hardop uit te spreken.

## Achtergronden
De titel is een literaire aanduiding van het gebit van de hoofdpersoon. Tevens verwijst de titel naar het gedicht dat Philip voor de tandarts schrijft.

## Publicaties
Het verhaal verscheen na een aantal herdrukken opnieuw in deel 14 (1984) van de reeks Verzamelde Romans van Vestdijk.

## Verfilming
In 1998 werd het boek verfilmd, geregisseerd door Dana Nechushtan. De hoofdrol werd vertolkt door Stijn Westenend. Verder spelen onder anderen Cees Geel, Gwen Eckhaus, Carice van Houten, en Roef Ragas een rol.